# Puchar CEV w piłce siatkowej mężczyzn (2005/2006)
Puchar CEV siatkarzy 2005/2006 - 26. sezon Pucharu CEV rozgrywanego od 1980 roku, organizowanego przez Europejską Konfederację Piłki Siatkowej (CEV) w ramach europejskich pucharów dla męskich klubowych zespołów siatkarskich "starego kontynentu".

## System rozgrywek
Rozgrywki toczyły się najpierw od fazy kwalifikacyjnej, z której zwycięzcy zagrali w fazie grupowej po 4 zespoły w każdej grupie. Zespoły z pierwszych miejsc zagrały w kolejnym etapie. W 1/8 finału i ćwierćfinałach drużyny podzielone zostały na pary. Każda z par rozegrała po dwa spotkania. O awansie decydowały kolejno: liczba wygranych spotkań, liczba wygranych setów, liczba zdobytych małych punktów. Zwycięzcy ćwierćifnałów awansowali do turnieju finałowego, w którym rozegrano półfinały, mecz o 3. miejsce i finał.

## Drużyny uczestniczące
- Sokol V Schwechat
- TSV Hartberg
- Azerneft Baku
- Schuvoc Halen
- Pepe Jeans Asse Lennik
- Par-Ky Menen
- HWK Homel
- Shakhtospetsstroi Soligorsk
- OK Karlovac
- HAOK Mladost Zagrzeb
- MOK Rijeka
- PDionysos
- Karava Limassol
- VK Dukla Liberec
- Jihostroj Czeskie Budziejowice
- Aalborg HIK
- Perungan Pojat
- Pielaveden Sampo
- Tampereen Isku-Volley
- ESS Falck Pärnu
- Paris Volley
- Arago de Sète
- Tourcoing Lille Métropole
- PAOK Saloniki
- EA Patras
- Numancia Caja Duero Soria
- Arona Teneryfa
- Piet Zoomers/D Apeldoorn
- D·O·C· STAP Orion Doetinchem
- SCC Berlin
- Moerser SC
- Łucz Moskwa
- Iskra Odincowo
- Wkręt-Met Domex AZS Częstochowa
- Jastrzębski Węgiel
- CS Marítimo
- Dinamo Bukareszt
- Crvena Zvezda Belgrad
- Budvanska Rivijera Budva
- MOK Krka Novo mesto
- OK Šoštanj Topolšica
- Olimpija Lublana
- VKP Bratysława
- VK PU Preszów
- TV Amriswil
- Chênois Genewa
- Arkas Saint Joseph Izmir
- Polis Akademisi Ankara
- Markochim Mariupol
- Azot Czerkasy
- Giotto Padwa
- Lube Banca Macerata
- Phoenix Mecano Kecskemét

## Rozgrywki

### Faza kwalifikacyjna
| Data       | Drużyna 1                | Wynik | Drużyna 2                | Sety                       |
| ---------- | ------------------------ | ----- | ------------------------ | -------------------------- |
| 01.10.2005 | Schuvoc Halen            | 3:1   | Phoenix Mecano Kecskemét | 25:21, 24:26, 25:16, 33:31 |
| 08.10.2005 | Phoenix Mecano Kecskemét | 0:3   | Schuvoc Halen            | 25:27, 12:25, 23:25        |

### Faza główna

#### Turniej 1
Menen
Wyniki
| Data       | Drużyna 1             | Wynik | Drużyna 2             | Sety                              |
| ---------- | --------------------- | ----- | --------------------- | --------------------------------- |
| 11.11.2005 | Tampereen Isku-Volley | 1:3   | Markochim Mariupol    | 20:25, 23:25, 25:19, 23:25        |
| 11.11.2005 | Moerser SC            | 0:3   | Par-Ky Menen          | 17:25, 23:25, 21:25               |
| 12.11.2005 | Moerser SC            | 1:3   | Tampereen Isku-Volley | 27:29, 23:25, 25:18, 18:25        |
| 12.11.2005 | Par-Ky Menen          | 2:3   | Markochim Mariupol    | 22:25, 23:25, 33:31, 25:21, 14:16 |
| 13.11.2005 | Markochim Mariupol    | 3:0   | Moerser SC            | 25:22, 25:21, 25:22               |
| 13.11.2005 | Par-Ky Menen          | 3:0   | Tampereen Isku-Volley | 25:21, 25:16, 25:19               |

Tabela
| Lp. | Drużyna               | Pkt | Mecze | Mecze | Mecze | Sety | Sety | Sety  | Małe punkty | Małe punkty | Małe punkty |
| Lp. | Drużyna               | Pkt | M     | W     | P     | wyg. | prz. | ratio | zdob.       | str.        | ratio       |
| --- | --------------------- | --- | ----- | ----- | ----- | ---- | ---- | ----- | ----------- | ----------- | ----------- |
| 1   | Markochim Mariupol    | 6   | 3     | 3     | 0     | 9    | 3    | 3.000 | 287         | 273         | 1.051       |
| 2   | Par-Ky Menen          | 5   | 3     | 2     | 1     | 8    | 3    | 2.667 | 267         | 235         | 1.136       |
| 3   | Tampereen Isku-Volley | 4   | 3     | 1     | 2     | 4    | 7    | 0.571 | 244         | 262         | 0.931       |
| 4   | Moerser SC            | 3   | 3     | 0     | 3     | 1    | 9    | 0.111 | 219         | 247         | 0.887       |

#### Turniej 2
Doetinchem
Wyniki
| Data       | Drużyna 1                    | Wynik | Drużyna 2                    | Sety                |
| ---------- | ---------------------------- | ----- | ---------------------------- | ------------------- |
| 11.11.2005 | Paris Volley                 | 3:0   | MOK Krka Novo mesto          | 25:19, 25:17, 25:19 |
| 11.11.2005 | VK Dukla Liberec             | 0:3   | D·O·C· STAP Orion Doetinchem | 18:25, 25:27, 23:25 |
| 12.11.2005 | VK Dukla Liberec             | 0:3   | Paris Volley                 | 25:27, 17:25, 14:25 |
| 12.11.2005 | D·O·C· STAP Orion Doetinchem | 3:0   | MOK Krka Novo mesto          | 25:20, 25:15, 25:14 |
| 13.11.2005 | MOK Krka Novo mesto          | 0:3   | VK Dukla Liberec             | 19:25, 19:25, 19:25 |
| 13.11.2005 | D·O·C· STAP Orion Doetinchem | 0:3   | Paris Volley                 | 23:25, 17:25, 15:25 |

Tabela
| Lp. | Drużyna                      | Pkt | Mecze | Mecze | Mecze | Sety | Sety | Sety  | Małe punkty | Małe punkty | Małe punkty |
| Lp. | Drużyna                      | Pkt | M     | W     | P     | wyg. | prz. | ratio | zdob.       | str.        | ratio       |
| --- | ---------------------------- | --- | ----- | ----- | ----- | ---- | ---- | ----- | ----------- | ----------- | ----------- |
| 1   | Paris Volley                 | 6   | 3     | 3     | 0     | 9    | 0    | MAX   | 227         | 166         | 1.367       |
| 2   | D·O·C· STAP Orion Doetinchem | 5   | 3     | 2     | 1     | 6    | 3    | 2.000 | 207         | 190         | 1.089       |
| 3   | VK Dukla Liberec             | 4   | 3     | 1     | 2     | 3    | 6    | 0.500 | 197         | 211         | 0.934       |
| 4   | MOK Krka Novo mesto          | 3   | 3     | 0     | 3     | 0    | 9    | 0.000 | 161         | 225         | 0.716       |

#### Turniej 3
Topolšica
Wyniki
| Data       | Drużyna 1                       | Wynik | Drużyna 2                       | Sety                       |
| ---------- | ------------------------------- | ----- | ------------------------------- | -------------------------- |
| 11.11.2005 | MOK Rijeka                      | 0:3   | Wkręt-Met Domex AZS Częstochowa | 19:25, 15:25, 18:25        |
| 11.11.2005 | OK Šoštanj Topolšica            | 0:3   | Arkas Saint Joseph Izmir        | 16:25, 23:25, 15:25        |
| 12.11.2005 | Arkas Saint Joseph Izmir        | 1:3   | Wkręt-Met Domex AZS Częstochowa | 20:25, 25:23, 15:25, 22:25 |
| 12.11.2005 | OK Šoštanj Topolšica            | 3:0   | MOK Rijeka                      | 25:16, 28:26, 25:16        |
| 13.11.2005 | MOK Rijeka                      | 0:3   | Arkas Saint Joseph Izmir        | 16:25, 20:25, 23:25        |
| 13.11.2005 | Wkręt-Met Domex AZS Częstochowa | 3:0   | OK Šoštanj Topolšica            | 25:21, 25:18, 25:19        |

Tabela
| Lp. | Drużyna                         | Pkt | Mecze | Mecze | Mecze | Sety | Sety | Sety  | Małe punkty | Małe punkty | Małe punkty |
| Lp. | Drużyna                         | Pkt | M     | W     | P     | wyg. | prz. | ratio | zdob.       | str.        | ratio       |
| --- | ------------------------------- | --- | ----- | ----- | ----- | ---- | ---- | ----- | ----------- | ----------- | ----------- |
| 1   | Wkręt-Met Domex AZS Częstochowa | 6   | 3     | 3     | 0     | 9    | 1    | 9.000 | 248         | 192         | 1.292       |
| 2   | Arkas Saint Joseph Izmir        | 5   | 3     | 2     | 1     | 7    | 3    | 2.333 | 232         | 211         | 1.100       |
| 3   | OK Šoštanj Topolšica            | 4   | 3     | 1     | 2     | 3    | 6    | 0.500 | 190         | 208         | 0.913       |
| 4   | MOK Rijeka                      | 3   | 3     | 0     | 3     | 0    | 9    | 0.000 | 169         | 228         | 0.741       |

#### Turniej 4
Soria
Wyniki
| Data       | Drużyna 1                 | Wynik | Drużyna 2                 | Sety                             |
| ---------- | ------------------------- | ----- | ------------------------- | -------------------------------- |
| 11.11.2005 | Schuvoc Halen             | 1:3   | SCC Berlin                | 25:20, 19:25, 18:25, 18:25       |
| 11.11.2005 | TSV Hartberg              | 0:3   | Numancia Caja Duero Soria | 14:25, 15:25, 27:29              |
| 12.11.2005 | SCC Berlin                | 3:0   | TSV Hartberg              | 25:18, 25:20, 25:15              |
| 12.11.2005 | Numancia Caja Duero Soria | 3:0   | Schuvoc Halen             | 25:14, 25:17, 25:11              |
| 13.11.2005 | Numancia Caja Duero Soria | 3:1   | SCC Berlin                | 27:25, 25:27, 25:20, 25:22       |
| 13.11.2005 | TSV Hartberg              | 2:3   | Schuvoc Halen             | 28:30, 25:22, 25:23, 20:25, 8:15 |

Tabela
| Lp. | Drużyna                   | Pkt | Mecze | Mecze | Mecze | Sety | Sety | Sety  | Małe punkty | Małe punkty | Małe punkty |
| Lp. | Drużyna                   | Pkt | M     | W     | P     | wyg. | prz. | ratio | zdob.       | str.        | ratio       |
| --- | ------------------------- | --- | ----- | ----- | ----- | ---- | ---- | ----- | ----------- | ----------- | ----------- |
| 1   | Numancia Caja Duero Soria | 6   | 3     | 3     | 0     | 9    | 1    | 9.000 | 256         | 192         | 1.333       |
| 2   | SCC Berlin                | 5   | 3     | 2     | 1     | 7    | 4    | 1.750 | 264         | 235         | 1.123       |
| 3   | Schuvoc Halen             | 4   | 3     | 1     | 2     | 4    | 8    | 0.500 | 237         | 276         | 0.859       |
| 4   | TSV Hartberg              | 3   | 3     | 0     | 3     | 2    | 9    | 0.222 | 215         | 269         | 0.799       |

#### Turniej 5
Genewa
Wyniki
| Data       | Drużyna 1             | Wynik | Drużyna 2             | Sety                              |
| ---------- | --------------------- | ----- | --------------------- | --------------------------------- |
| 11.11.2005 | Crvena Zvezda Belgrad | 1:3   | PAOK Saloniki         | 22:25, 27:25, 17:25, 17:25        |
| 11.11.2005 | Azerneft Baku         | 0:3   | CS Chênois Genewa     | 16:25, 15:25, 18:25               |
| 12.11.2005 | PAOK Saloniki         | 3:0   | Azerneft Baku         | 25:22, 25:16, 25:16               |
| 12.11.2005 | CS Chênois Genewa     | 3:1   | Crvena Zvezda Belgrad | 25:22, 25:20, 21:25, 25:21        |
| 13.11.2005 | Crvena Zvezda Belgrad | 3:0   | Azerneft Baku         | 25:13, 25:16, 25:21               |
| 13.11.2005 | CS Chênois Genewa     | 2:3   | PAOK Saloniki         | 25:23, 21:25, 20:25, 25:19, 10:15 |

Tabela
| Lp. | Drużyna               | Pkt | Mecze | Mecze | Mecze | Sety | Sety | Sety  | Małe punkty | Małe punkty | Małe punkty |
| Lp. | Drużyna               | Pkt | M     | W     | P     | wyg. | prz. | ratio | zdob.       | str.        | ratio       |
| --- | --------------------- | --- | ----- | ----- | ----- | ---- | ---- | ----- | ----------- | ----------- | ----------- |
| 1   | PAOK Saloniki         | 6   | 3     | 3     | 0     | 9    | 3    | 3.000 | 282         | 238         | 1.185       |
| 2   | CS Chênois Genewa     | 5   | 3     | 2     | 1     | 8    | 4    | 2.000 | 272         | 244         | 1.115       |
| 3   | Crvena Zvezda Belgrad | 4   | 3     | 1     | 2     | 5    | 6    | 0.833 | 246         | 246         | 1.000       |
| 4   | Azerneft Baku         | 3   | 3     | 0     | 3     | 0    | 9    | 0.000 | 153         | 225         | 0.680       |

#### Turniej 6
Tourcoing
Wyniki
| Data       | Drużyna 1                 | Wynik | Drużyna 2                 | Sety                              |
| ---------- | ------------------------- | ----- | ------------------------- | --------------------------------- |
| 11.11.2005 | CS Marítimo               | 3:1   | VK PU Preszów             | 25:22, 22:25, 25:12, 26:24        |
| 11.11.2005 | Karava Limassol           | 0:3   | Tourcoing Lille Métropole | 17:25, 17:25, 15:25               |
| 12.11.2005 | Karava Limassol           | 0:3   | CS Marítimo               | 16:25, 13:25, 22:25               |
| 12.11.2005 | Tourcoing Lille Métropole | 3:0   | VK PU Preszów             | 25:20, 25:17, 25:17               |
| 13.11.2005 | VK PU Preszów             | 2:3   | Karava Limassol           | 17:25, 25:23, 25:22, 15:25, 11:15 |
| 13.11.2005 | Tourcoing Lille Métropole | 3:0   | CS Marítimo               | 25:22, 25:20, 25:14               |

Tabela
| Lp. | Drużyna                   | Pkt | Mecze | Mecze | Mecze | Sety | Sety | Sety  | Małe punkty | Małe punkty | Małe punkty |
| Lp. | Drużyna                   | Pkt | M     | W     | P     | wyg. | prz. | ratio | zdob.       | str.        | ratio       |
| --- | ------------------------- | --- | ----- | ----- | ----- | ---- | ---- | ----- | ----------- | ----------- | ----------- |
| 1   | Tourcoing Lille Métropole | 6   | 3     | 3     | 0     | 9    | 0    | MAX   | 225         | 159         | 1.415       |
| 2   | CS Marítimo               | 5   | 3     | 2     | 1     | 6    | 4    | 1.500 | 229         | 209         | 1.096       |
| 3   | Karava Limassol           | 4   | 3     | 1     | 2     | 3    | 8    | 0.375 | 210         | 243         | 0.864       |
| 4   | VK PU Preszów             | 3   | 3     | 0     | 3     | 3    | 9    | 0.333 | 230         | 283         | 0.813       |

#### Turniej 7
Jastrzębie-Zdrój
Wyniki
| Data       | Drużyna 1                | Wynik | Drużyna 2                | Sety                             |
| ---------- | ------------------------ | ----- | ------------------------ | -------------------------------- |
| 11.11.2005 | Piet Zoomers/D Apeldoorn | 3:2   | Dinamo Bukareszt         | 25:21, 21:25, 18:25, 25:17, 15:7 |
| 11.11.2005 | Jastrzębski Węgiel       | 3:0   | Pielaveden Sampo         | 25:19, 30:28, 25:15              |
| 12.11.2005 | Dinamo Bukareszt         | 1:3   | Jastrzębski Węgiel       | 22:25, 24:26, 26:24, 19:25       |
| 12.11.2005 | Pielaveden Sampo         | 0:3   | Piet Zoomers/D Apeldoorn | 21:25, 24:26, 23:25              |
| 13.11.2005 | Pielaveden Sampo         | 3:1   | Dinamo Bukareszt         | 25:9, 25:19, 17:25, 25:23        |
| 13.11.2005 | Jastrzębski Węgiel       | 3:1   | Piet Zoomers/D Apeldoorn | 25:22, 25:9, 23:25, 25:21        |

Tabela
| Lp. | Drużyna                  | Pkt | Mecze | Mecze | Mecze | Sety | Sety | Sety  | Małe punkty | Małe punkty | Małe punkty |
| Lp. | Drużyna                  | Pkt | M     | W     | P     | wyg. | prz. | ratio | zdob.       | str.        | ratio       |
| --- | ------------------------ | --- | ----- | ----- | ----- | ---- | ---- | ----- | ----------- | ----------- | ----------- |
| 1   | Jastrzębski Węgiel       | 6   | 3     | 3     | 0     | 9    | 2    | 4.500 | 278         | 230         | 1.209       |
| 2   | Piet Zoomers/D Apeldoorn | 5   | 3     | 2     | 1     | 7    | 5    | 1.400 | 257         | 261         | 0.985       |
| 3   | Pielaveden Sampo         | 4   | 3     | 1     | 2     | 3    | 7    | 0.429 | 222         | 232         | 0.957       |
| 4   | Dinamo Bukareszt         | 3   | 3     | 0     | 3     | 4    | 9    | 0.444 | 262         | 296         | 0.885       |

#### Turniej 8
Rovaniemi
Wyniki
| Data       | Drużyna 1                   | Wynik | Drużyna 2                   | Sety                       |
| ---------- | --------------------------- | ----- | --------------------------- | -------------------------- |
| 11.11.2005 | Perungan Pojat              | 3:0   | Shakhtospetsstroi Soligorsk | 25:17, 25:14, 25:17        |
| 11.11.2005 | Azot Czerkasy               | 3:0   | HAOK Mladost Zagrzeb        | 25:15, 25:22, 25:21        |
| 12.11.2005 | HAOK Mladost Zagrzeb        | 1:3   | Shakhtospetsstroi Soligorsk | 27:29, 23:25, 27:25, 14:25 |
| 12.11.2005 | Azot Czerkasy               | 1:3   | Perungan Pojat              | 21:25, 23:25, 26:24, 17:25 |
| 13.11.2005 | Shakhtospetsstroi Soligorsk | 0:3   | Azot Czerkasy               | 22:25, 18:25, 20:25        |
| 13.11.2005 | Perungan Pojat              | 3:0   | HAOK Mladost Zagrzeb        | 25:21, 25:22, 25:18        |

Tabela
| Lp. | Drużyna                     | Pkt | Mecze | Mecze | Mecze | Sety | Sety | Sety  | Małe punkty | Małe punkty | Małe punkty |
| Lp. | Drużyna                     | Pkt | M     | W     | P     | wyg. | prz. | ratio | zdob.       | str.        | ratio       |
| --- | --------------------------- | --- | ----- | ----- | ----- | ---- | ---- | ----- | ----------- | ----------- | ----------- |
| 1   | Perungan Pojat              | 6   | 3     | 3     | 0     | 9    | 1    | 9.000 | 249         | 196         | 1.270       |
| 2   | Azot Czerkasy               | 5   | 3     | 2     | 1     | 7    | 3    | 2.333 | 237         | 217         | 1.092       |
| 3   | Shakhtospetsstroi Soligorsk | 4   | 3     | 1     | 2     | 3    | 7    | 0.429 | 212         | 241         | 0.880       |
| 4   | HAOK Mladost Zagrzeb        | 3   | 3     | 0     | 3     | 1    | 9    | 0.111 | 210         | 254         | 0.827       |

#### Turniej 9
Czeskie Budziejowice
Wyniki
| Data       | Drużyna 1                         | Wynik | Drużyna 2                         | Sety                       |
| ---------- | --------------------------------- | ----- | --------------------------------- | -------------------------- |
| 11.11.2005 | VK Jihostroj Czeskie Budziejowice | 3:1   | Sokol V Schwechat                 | 25:13, 25:17, 21:25, 25:20 |
| 11.11.2005 | Aalborg HIK                       | 0:3   | Iskra Odincowo                    | 17:25, 11:25, 21:25        |
| 12.11.2005 | Sokol V Schwechat                 | 0:3   | Iskra Odincowo                    | 12:25, 17:25, 12:25        |
| 12.11.2005 | VK Jihostroj Czeskie Budziejowice | 3:0   | Aalborg HIK                       | 25:18, 25:20, 25:20        |
| 13.11.2005 | Aalborg HIK                       | 0:3   | Sokol V Schwechat                 | 25:27, 24:26, 13:25        |
| 13.11.2005 | Iskra Odincowo                    | 3:0   | VK Jihostroj Czeskie Budziejowice | 25:19, 25:20, 25:22        |

Tabela
| Lp. | Drużyna                           | Pkt | Mecze | Mecze | Mecze | Sety | Sety | Sety  | Małe punkty | Małe punkty | Małe punkty |
| Lp. | Drużyna                           | Pkt | M     | W     | P     | wyg. | prz. | ratio | zdob.       | str.        | ratio       |
| --- | --------------------------------- | --- | ----- | ----- | ----- | ---- | ---- | ----- | ----------- | ----------- | ----------- |
| 1   | Iskra Odincowo                    | 6   | 3     | 3     | 0     | 9    | 0    | MAX   | 225         | 151         | 1.490       |
| 2   | VK Jihostroj Czeskie Budziejowice | 5   | 3     | 2     | 1     | 6    | 4    | 1.500 | 232         | 208         | 1.115       |
| 3   | Sokol V Schwechat                 | 4   | 3     | 1     | 2     | 4    | 6    | 0.667 | 194         | 233         | 0.833       |
| 4   | Aalborg HIK                       | 3   | 3     | 0     | 3     | 0    | 9    | 0.000 | 169         | 228         | 0.741       |

#### Turniej 10
Bratysława
Wyniki
| Data       | Drużyna 1      | Wynik | Drużyna 2      | Sety                       |
| ---------- | -------------- | ----- | -------------- | -------------------------- |
| 11.11.2005 | TV Amriswil    | 1:3   | EA Patras      | 19:25, 21:25, 25:23, 20:25 |
| 11.11.2005 | VKP Bratysława | 3:0   | Dionysos       | 25:20, 25:18, 25:17        |
| 12.11.2005 | Dionysos       | 0:3   | EA Patras      | 16:25, 17:25, 21:25        |
| 12.11.2005 | VKP Bratysława | 0:3   | TV Amriswil    | 16:25, 17:25, 21:25        |
| 13.11.2005 | Dionysos       | 0:3   | TV Amriswil    | 18:25, 21:25, 20:25        |
| 13.11.2005 | EA Patras      | 3:1   | VKP Bratysława | 28:30, 25:22, 25:22, 25:18 |

Tabela
| Lp. | Drużyna        | Pkt | Mecze | Mecze | Mecze | Sety | Sety | Sety  | Małe punkty | Małe punkty | Małe punkty |
| Lp. | Drużyna        | Pkt | M     | W     | P     | wyg. | prz. | ratio | zdob.       | str.        | ratio       |
| --- | -------------- | --- | ----- | ----- | ----- | ---- | ---- | ----- | ----------- | ----------- | ----------- |
| 1   | EA Patras      | 6   | 3     | 3     | 0     | 9    | 2    | 4.500 | 276         | 231         | 1.195       |
| 2   | TV Amriswil    | 5   | 3     | 2     | 1     | 7    | 3    | 2.333 | 236         | 227         | 1.040       |
| 3   | VKP Bratysława | 4   | 3     | 1     | 2     | 4    | 6    | 0.667 | 237         | 234         | 1.013       |
| 4   | Dionysos       | 3   | 3     | 0     | 3     | 0    | 9    | 0.000 | 168         | 225         | 0.747       |

#### Turniej 11
Karlovac
Wyniki
| Data       | Drużyna 1              | Wynik | Drużyna 2              | Sety                              |
| ---------- | ---------------------- | ----- | ---------------------- | --------------------------------- |
| 11.11.2005 | Łucz Moskwa            | 3:2   | Pepe Jeans Asse Lennik | 25:17, 25:17, 23:25, 21:25, 17:15 |
| 11.11.2005 | OK Karlovac            | 3:1   | Olimpija Lublana       | 25:22, 27:25, 18:25, 25:19        |
| 12.11.2005 | Łucz Moskwa            | 3:0   | Olimpija Lublana       | 25:17, 25:15, 25:19               |
| 12.11.2005 | Pepe Jeans Asse Lennik | 3:0   | OK Karlovac            | 25:17, 25:18, 27:25               |
| 13.11.2005 | Olimpija Lublana       | 0:3   | Pepe Jeans Asse Lennik | 15:25, 15:25, 14:25               |
| 13.11.2005 | OK Karlovac            | 0:3   | Łucz Moskwa            | 13:25, 14:25, 18:25               |

Tabela
| Lp. | Drużyna                | Pkt | Mecze | Mecze | Mecze | Sety | Sety | Sety  | Małe punkty | Małe punkty | Małe punkty |
| Lp. | Drużyna                | Pkt | M     | W     | P     | wyg. | prz. | ratio | zdob.       | str.        | ratio       |
| --- | ---------------------- | --- | ----- | ----- | ----- | ---- | ---- | ----- | ----------- | ----------- | ----------- |
| 1   | Łucz Moskwa            | 6   | 3     | 3     | 0     | 9    | 2    | 4.500 | 261         | 195         | 1.338       |
| 2   | Pepe Jeans Asse Lennik | 5   | 3     | 2     | 1     | 8    | 3    | 2.667 | 251         | 215         | 1.167       |
| 3   | OK Karlovac            | 4   | 3     | 1     | 2     | 3    | 7    | 0.429 | 200         | 243         | 0.823       |
| 4   | Olimpija Lublana       | 3   | 3     | 0     | 3     | 1    | 9    | 0.111 | 186         | 245         | 0.759       |

#### Turniej 12
Ankara
Wyniki
| Data       | Drużyna 1                | Wynik | Drużyna 2                | Sety                              |
| ---------- | ------------------------ | ----- | ------------------------ | --------------------------------- |
| 11.11.2005 | Budvanska Rivijera Budva | 3:1   | ESS Falck Pärnu          | 25:12, 22:25, 25:18, 25:20        |
| 11.11.2005 | HWK Homel                | 0:3   | Polis Akademisi Ankara   | 13:25, 22:25, 17:25               |
| 12.11.2005 | HWK Homel                | 1:3   | Budvanska Rivijera Budva | 17:25, 13:25, 25:15, 14:25        |
| 12.11.2005 | Polis Akademisi Ankara   | 2:3   | ESS Falck Pärnu          | 26:28, 24:26, 25:22, 25:15, 10:15 |
| 13.11.2005 | ESS Falck Pärnu          | 3:0   | HWK Homel                | 25:13, 25:19, 27:25               |
| 13.11.2005 | Polis Akademisi Ankara   | 0:3   | Budvanska Rivijera Budva | 18:25, 13:25, 20:25               |

Tabela
| Lp. | Drużyna                  | Pkt | Mecze | Mecze | Mecze | Sety | Sety | Sety  | Małe punkty | Małe punkty | Małe punkty |
| Lp. | Drużyna                  | Pkt | M     | W     | P     | wyg. | prz. | ratio | zdob.       | str.        | ratio       |
| --- | ------------------------ | --- | ----- | ----- | ----- | ---- | ---- | ----- | ----------- | ----------- | ----------- |
| 1   | Budvanska Rivijera Budva | 6   | 3     | 3     | 0     | 9    | 2    | 4.500 | 262         | 195         | 1.344       |
| 2   | ESS Falck Pärnu          | 5   | 3     | 2     | 1     | 7    | 5    | 1.400 | 258         | 264         | 0.977       |
| 3   | Polis Akademisi Ankara   | 4   | 3     | 1     | 2     | 5    | 6    | 0.833 | 236         | 233         | 1.013       |
| 4   | HWK Homel                | 3   | 3     | 0     | 3     | 1    | 9    | 0.111 | 178         | 242         | 0.736       |

### Faza finałowa

#### 1/8 finału
| Data       | Drużyna 1                       | Wynik | Drużyna 2                       | Sety                              |
| ---------- | ------------------------------- | ----- | ------------------------------- | --------------------------------- |
| 04.12.2005 | Arona Teneryfa                  | 3:2   | Paris Volley                    | 22:25, 26:24, 34:32, 19:25, 15:11 |
| 01.12.2005 | Paris Volley                    | 3:0   | Arona Teneryfa                  | 25:17, 25:15, 25:20               |
| 14.12.2005 | Tourcoing Lille Métropole       | 3:2   | Wkręt-Met Domex AZS Częstochowa | 25:19, 21:25, 27:25, 20:25, 15:11 |
| 22.12.2005 | Wkręt-Met Domex AZS Częstochowa | 0:3   | Tourcoing Lille Métropole       | 22:25, 14:25, 20:25               |
|            |                                 |       |                                 |                                   |
| 04.12.2005 | EA Patras                       | 3:0   | Markochim Mariupol              | 25:16, 25:18, 28:26               |
| 22.12.2005 | Markochim Mariupol              | 0:3   | EA Patras                       | 18:25, 20:25, 18:25               |
|            |                                 |       |                                 |                                   |
| 14.12.2005 | Perungan Pojat                  | 0:3   | Lube Macerata                   | 20:25, 22:25, 16:25               |
| 21.12.2005 | Lube Macerata                   | 3:1   | Perungan Pojat                  | 25:13, 25:19, 27:29, 25:21        |
|            |                                 |       |                                 |                                   |
| 13.12.2005 | Giotto Padwa                    | 3:1   | PAOK Saloniki                   | 25:10, 22:25, 26:24, 25:23        |
| 01.12.2005 | PAOK Saloniki                   | 3:0   | Giotto Padwa                    | 25:17, 25:22, 25:21               |
|            |                                 |       |                                 |                                   |
| 14.12.2005 | Budvanska Rivijera Budva        | 1:3   | Numancia Caja Duero Soria       | 27:25, 22:25, 19:25, 18:25        |
| 22.12.2005 | Numancia Caja Duero Soria       | 3:0   | Budvanska Rivijera Budva        | 25:23, 25:18, 25:19               |
|            |                                 |       |                                 |                                   |
| 13.12.2005 | Jastrzębski Węgiel              | 3:2   | Iskra Odincowo                  | 25:23, 19:25, 25:15, 23:25, 15:12 |
| 20.12.2005 | Iskra Odincowo                  | 3:0   | Jastrzębski Węgiel              | 25:15, 25:16, 25:16               |
|            |                                 |       |                                 |                                   |
| 14.12.2005 | Łucz Moskwa                     | 3:0   | Arago de Sète                   | 25:22, 25:12, 25:17               |
| 20.12.2005 | Arago de Sète                   | 2:3   | Łucz Moskwa                     | 25:22, 25:19, 19:25, 21:25, 16:18 |

#### Ćwierćfinały
| Data       | Drużyna 1                 | Wynik | Drużyna 2                 | Sety                              |
| ---------- | ------------------------- | ----- | ------------------------- | --------------------------------- |
| 11.01.2006 | Paris Volley              | 3:0   | Tourcoing Lille Métropole | 25:22, 25:19, 25:20               |
| 18.01.2006 | Tourcoing Lille Métropole | 1:3   | Paris Volley              | 25:22, 26:28, 16:25, 23:25        |
|            |                           |       |                           |                                   |
| 11.01.2006 | EA Patras                 | 0:3   | Lube Macerata             | 19:25, 22:25, 19:25               |
| 18.01.2006 | Lube Macerata             | 3:1   | EA Patras                 | 25:20, 21:25, 25:23, 25:21        |
|            |                           |       |                           |                                   |
| 10.01.2006 | Giotto Padwa              | 3:0   | Numancia Caja Duero Soria | 25:22, 25:16, 25:16               |
| 17.01.2006 | Numancia Caja Duero Soria | 0:3   | Giotto Padwa              | 21:25, 23:25, 19:25               |
|            |                           |       |                           |                                   |
| 11.01.2006 | Iskra Odincowo            | 3:2   | Łucz Moskwa               | 25:18, 21:25, 23:25, 26:24, 15:11 |
| 17.01.2006 | Łucz Moskwa               | 1:3   | Iskra Odincowo            | 25:21, 19:25, 18:25, 18:25        |

#### Turniej finałowy

##### Półfinały
| Data       | Drużyna 1    | Wynik | Drużyna 2      | Sety                |
| ---------- | ------------ | ----- | -------------- | ------------------- |
| 04.03.2006 | Paris Volley | 0:3   | Lube Macerata  | 24:26, 18:25, 25:27 |
| 04.03.2006 | Giotto Padwa | 0:3   | Iskra Odincowo | 20:25, 31:33, 22:25 |

##### Mecz o 3. miejsce
| Data       | Drużyna 1    | Wynik | Drużyna 2    | Sety                |
| ---------- | ------------ | ----- | ------------ | ------------------- |
| 05.03.2006 | Giotto Padwa | 0:3   | Paris Volley | 22:25, 14:25, 13:25 |

##### Finał
| Data       | Drużyna 1      | Wynik | Drużyna 2     | Sety                |
| ---------- | -------------- | ----- | ------------- | ------------------- |
| 05.03.2006 | Iskra Odincowo | 0:3   | Lube Macerata | 19:25, 19:25, 22:25 |

## Klasyfikacja końcowa
| Miejsce | Drużyna        |
| ------- | -------------- |
| złoto   | Lube Macerata  |
| srebro  | Iskra Odincowo |
| brąz    | Paris Volley   |
| 4.      | Giotto Padwa   |